# Cantaous
Cantaous – miejscowość i gmina we Francji, w regionie Oksytania, w departamencie Pireneje Wysokie.
Według danych na rok 1990 gminę zamieszkiwały 472 osoby, a gęstość zaludnienia wynosiła 83 osób/km² (wśród 3020 gmin regionu Midi-Pireneje Cantaous plasuje się na 611. miejscu pod względem liczby ludności, natomiast pod względem powierzchni na miejscu 1434.).